# スソアキコ
スソ アキコ（1962年 - ）は、日本の映像作家、アニメーター。
主に、NHKの音楽番組「みんなのうた」などのアニメーションを制作している。石川県生まれ。

## 作成作品一覧

### みんなのうた
- ◆は5分間1曲枠の楽曲。
- 1.きょうも茶ッピーエンド / デューク・エイセス（2002年12月・2003年1月放送）
- 2.レレの青い空 / ウクレレおじさん（2005年6月・7月放送）